# Paroriya Buttress
Paroriya Buttress (englisch; bulgarisch рид Парория rid Parogija) ist ein größtenteils vereister, in nordost-südwestlicher Ausrichtung 9 km langer, 5,75 km breiter und bis zu 1800 m hoher Gebirgskamm auf der antarktischen Alexander-I.-Insel. Er ragt 9,4 km südwestlich des Mount Hall, 10 km nordwestlich des Mount Sanderson und 15,14 km ostnordöstlich des Breze Peak an der Westseite der Rouen Mountains auf. Der Rosselin-Gletscher liegt südlich, das Kopfende des Palestrina-Gletschers südwestlich, das Russian Gap nordwestlich und der Frachat-Gletscher nordnordwestlich von ihm.
Britische Wissenschaftler kartierten ihn 1971. Die beiden bulgarischen Geologen Christo Pimperew und Borislaw Kamenow besuchten ihn am 10. Januar 1988 gemeinsam mit Philip Nell und Peter Marquis vom British Antarctic Survey. Die bulgarische Kommission für Antarktische Geographische Namen benannte ihn 2017 nach der Ortschaft Parogija im Südosten Bulgariens.